# Varga István (labdarúgó, 1942)
Varga István (ukránul: Степан Адальбертович Варга, Sztepán Ádálybertovics Várgá, oroszul: Степан Адальбертович Варга, Sztepán Ádálybertovics Várgá) (Munkács, Bereg vármegye, Magyarország, 1942. április 7. –) magyar származású ukrán és szovjet labdarúgócsatár, később köztársasági labdarúgó-játékvezető, -edző és sportvezető. 1962-ben a szovjet utánpótláscsapatok közötti labdarúgó-bajnokság ezüstérmese, 1965-ben az ukrán másodosztályú bajnokság győztese, 1972-ben pedig ezüstérmese. A szovjet labdarúgókupa kétszeres negyeddöntőse. A Szovjetunió olimpiai válogatott-csapatában 18 mérkőzésen szerepelt és 8 gólt szerzett. A ’’Szovjet sportmester’’ és az ukrán ’’Köztársasági játékvezető’’ kitüntető címek birtokosa.

## Pályafutása

### Játékosként
A pályafutását különböző munkácsi gyermekcsapatokban kezdte és már 1956-ban bekerült a Dinamo Mukacsevo ifjúsági keretébe. Ott első edzői Hajlik László és Zimmermann Lajos voltak. 17 évesen ő tagja lett a Szpartak Uzsgorod háromszoros ukrán labdarúgó-bajnokcsapatnak, de még abban az évben átigazolt a szintén ukrajnai Kolhoznyik Cserkasszi-hoz. Mihalina Mihály vezetőedző kérésére 1961-ben visszatért az ungvári mestercsapathoz, amelyben két szezont töltött, és azt követően a szovjet labdarúgó-bajnokság első osztályában szereplő Moldova Kisinyov-hoz szerződött. Rövidesen azonban Vargát meghívták a Dinamo Kijev-hez, amellyel bejutott a szovjet utánpótláscsapatok közötti labdarúgó-bajnokság döntőjébe (1962). A sorkatonai szolgálatát előbb a SZKA Lvov labdarúgócsapatában teljesítette, amellyel ukrán bajnok lett (1965) és játszhatott a szovjet kupa negyeddöntőjében (1964), majd egy rövid időre őt átvezényelték az első osztályban szereplő SZKA Odesszához (1966). Onnan már egyenes út vezetett az ország egyik legjobb csapatához, a Moszkvai CSZKA-hoz, amely részvételével 1966-ban az 5. helyezést érte el a bajnokságban és a következő évben a szovjet labdarúgókupa negyeddöntőse volt. 1967-ben Vargát meghívták a szovjet bajnokság elitcsapatai között szintén szereplő Csernomorec Odessza együttesébe, amelyben három szezont töltött. Utána egy kis ideig a Munkácsi Karpati-ban szerepelt, de onnan rövidesen átigazolt az akkoriban Hoverlára átkeresztelt korábbi ungvári csapatához, amelynek színeiben még három évig játszott az ukrán bajnokságban és amely az ő hathatós részvételével 1972-ben ezüstérmes lett. Majd ismét visszatért Munkácsra az akkor már Priboriszt-ra átnevezett helyi csapathoz, ahol az aktív labdarúgást befejezte.

### Edzőként és labdarúgó-játékvezetőként
Visszatérése után több kárpátaljai labdarúgócsapat játékos- és pályaedzője, majd 1977-től a Hoverla Uzsgorod vezetőedzőjének segítője volt. Ez a csapat még abban az évben, többek között az ő munkájának köszönhetően is a szovjet másodosztályú bajnokság ukrán zónájában a megtisztelő hatodik helyet foglalta el. Emellett, a labdarúgó-játékvezetői vizsga megszerzését követően, különböző szintű labdarúgótornákon szerezte meg a szükséges tapasztalatokat. Ellenőrei, sportvezetői javaslatára lett az ukrán bajnokság játékvezetője és aktívan vett részt a városi és megyei labdarúgó-játékvezetői testületek munkájában.

## Sikerei, díjai
Ukrán bajnokság
- bajnok: 1965
- ezüstérmes: 1972
- 4. hely (2): 1963, 1973
- Szovjet másodosztályú labdarúgó-bajnokság ukrán zónája
  - 6. hely: 1977
- Ukrán kupa
  - nyolcaddöntős: 1959
- ’’Köztársasági játékvezető’’ kitüntető cím

Szovjet bajnokság
- Szovjet utánpótláscsapatok közötti labdarúgó-bajnokság
  - ezüstérmes: 1962
- Szovjet labdarúgó-bajnokság (első osztály)
  - 5. hely: 1966
  - 8. hely: 1969
- Szovjet kupa
  - negyeddöntős (2): 1964, 1967
- ’’Szovjet sportmester’’ kitüntető cím: 1965

## Ajánlott irodalom
- Fedák László. Kárpátalja a sporteredmények tükrében (43., 113., 118. és 138. oldal). Ungvár: Karpati (1994) (ukránul)
- Krajnyanica Péter. A kárpátaljai labdarúgás története (28., 93., 96., 173., 174. és 175. oldal). Ungvár: Karpati (2004) (ukránul)
- Mihalina László. Otthon minden kő megsegít... (105. és 106. oldal). Vác: Kucsák Könyvkötészet és Nyomda (2011)